# Antonín Maleček
Antonín Maleček (1909 – 14. září 1964) byl český hráč stolního tenisu. V roce 1932 získal zlato s českou týmovou reprezentací na Mistrovství světa ve stolním tenise v Praze.
Ve hře hrál jako obránce a byl členem Imperial Ping Pong Club v Praze.

## Kariéra
V letech 1926–1936 byl na mistrovství světa nominován sedmkrát, největšího úspěchu dosahoval v týmových světových soutěžích. V letech 1927–1929 byl československým mistrem dvouhry mužů. Zúčastnil se úplně prvního Mistrovství světa ve stolním tenise v roce 1926 v Londýně po boku Zdeňka Heyduška, Bohumila Hájka a Jaroslava Kautského spolu s Janem Gerkem, nehrajícím kapitánem. Umístili se na šestém místě. Na tento turnaj Maláček vzpomínal jako na velkou zkušenost, kde zjistil, jak vypadá pravý tabletennisový styl a jak se hraje s kvalitními stoly, míčky a raketami. Na mistrovství zvítězili pouze nad Německem 5:4 a Maleček obstaral tři z těchto pěti bodů. V soutěži jednotlivců se jako jediný z české reprezentace dostal do druhého zápasu, ve kterém už neuspěl.
V roce 1929 se mu podařilo získat titul mistra Německa ve dvouhře. Ve smíšené dvojici s Marií Šmídovou se umístil na druhém místě. Na Mistrovství Anglie o měsíc později vyřadil úřadujícího mistra světa Freda Perryho a vyhrál nad Charlesem Bullem 3:1. Na mistrovství republiky téhož roku vytvořil smíšenou dvojici do čtyřhry s Marií Kettnerovou, se kterou se dostal na Mistrovství světa ve stolním tenise v roce 1932 až do čtvrtfinále. Na stejném mistrovství v týmové soutěži se Stanislavem Kolářem, Jindřichem Lauterbachem, Michalem Grobauerem a Bedřichem Nikodémem získal zlatou medaili. V mistrovstvích předtím, v roce 1930 získal s týmem bronzovou a v roce 1931 stříbrnou medaili.
Byl přítomen na Mistrovství světa ve stolním tenise v roce 1963, kde ukazoval své výstřižkové album týkající se historie českého i světového stolního tenisu.

### Výsledky ze světových mistrovstvích
Převzato z databáze International Table Tennis Federation.
| Rok  | Místo, stát               | Výsledek jednotlivců | Výsledek dvojic | Výsledek smíšených dvojic | Výsledek týmu |
| ---- | ------------------------- | -------------------- | --------------- | ------------------------- | ------------- |
| 1936 | Praha Československo      | Posledních 128       | Posledních 32   | Posledních 32             | –             |
| 1932 | Praha Československo      | Posledních 32        | Posledních 32   | Čtvrtfinále               | 1. místo      |
| 1931 | Budapešť Maďarsko         | Posledních 32        | Posledních 16   | –                         | 2. místo      |
| 1930 | Berlín Německo            | Posledních 64        | Posledních 32   | –                         | 3. místo      |
| 1929 | Budapešť Maďarsko         | Posledních 16        | Posledních 16   | Posledních 16             | 5. místo      |
| 1928 | Stockholm Švédsko         | Posledních 16        | Posledních 16   | –                         | 6. místo      |
| 1926 | Londýn Spojené království | Posledních 32        | Posledních 32   | –                         | 6. místo      |